# Maciej Luśnia
Maciej Luśnia (ur. 28 listopada 1968 w Krośnie, zm. 24 maja 2024 w Domostawie) – polski aktor teatralny i filmowy, absolwent Akademii Sztuk Teatralnych im. Stanisława Wyspiańskiego w Krakowie (1991). W latach 1991–2004 był członkiem zespołu Narodowego Starego Teatru w Krakowie, a od 2015 aktorem i reżyserem w Krakowskim Teatrze Komedia.
Rozpoznawalność dał mu udział w telewizyjnych „Spotkaniach z balladą” (lata 1993–1997), „Sensacjach XX wieku”, w telewizyjnych programach teatralnych, poetyckich i kabaretowych spektaklach telewizyjnych, a także w licznych serialach (w tym: „Na dobre i na złe”, „Lokatorzy”, „Samo życie”, „Nowa”).
Wybrana filmografia:
- Śmierć jak kromka chleba (1993, reż. Kazimierz Kutz) – komisarz-major
- Legenda Tatr (1994, reż. Wojciech Solarz) – Jasiek Mosiężny
- Pope John Paul II (2005, reż. J. K. Harrison) – kapelan Zacher
- Polityka (2019, reż. Patryk Vega) – prokurator